# Philips Wouwerman
Philips Wouwerman (også stavet Wouwermans) (24. maj 1619 (døbt) - 19. maj 1668) var en hollandsk maler, der specialiserede sig i jagt-, landskabs og krigscener. Han havde sin storhedstid under den hollandske guldalder, og var medlem af joined the Sankt Lukasgildet i Haarlem.
Hans registrerede elever var Johannes van der Bent, Hendrick Berckman, Eduard Dubois, Nicolas Ficke, Barent Gael, Anthony de Haen, Emanuel Murant, Matthias Scheits, Kort Withold samt hans brødre; Jan og Pieter Wouwerman.